# Wolfgang Demtröder
Wolfgang Demtröder (ur. 5 września 1931 w Attendorn) – niemiecki fizyk.

## Życiorys
Studiował fizykę, matematykę i muzykologię na Westfalskim Uniwersytecie Wilhelma w Münsterze, Uniwersytecie Eberharda i Karola w Tybindze oraz Uniwersytecie w Bonn. Na tym ostatnim obronił doktorat w 1961 roku. 
Pracował jako asystent badawczy na Uniwersytecie Albrechta i Ludwika we Fryburgu oraz jako stażysta (visiting fellow) w JILA (USA). Od 1970 był profesorem fizyki na Technische Universität w Kaiserslautern oraz profesorem wizytującym na Uniwersytecie Stanforda, Uniwersytecie Nowej Południowej Walii, Politechnice Federalnej w Lozannie i Uniwersytecie w Kobe. Na emeryturę przeszedł w 1999 roku.
Zajmuje się spektroskopią. Został wyróżniony Nagrodą Maxa Borna (Max Born Prize) (1994) oraz Medalem Heisenberga (2001).
Jest autorem kilku podręczników akademickich.